# Cadurcia vinsoni
Cadurcia vinsoni là một loài ruồi trong họ Tachinidae.